# نیکولای گومیلیف
نیکولای استپانوویچ گومیلیـِف (به روسی: Николай Степанович Гумилёв) ‏ (زاده ۱۵ آوریل ۱۸۸۶ – درگذشته ۲۶ اوت ۱۹۲۱) شاعر، منتقد ادبی و ارتشی اهل روسیه بود.
```

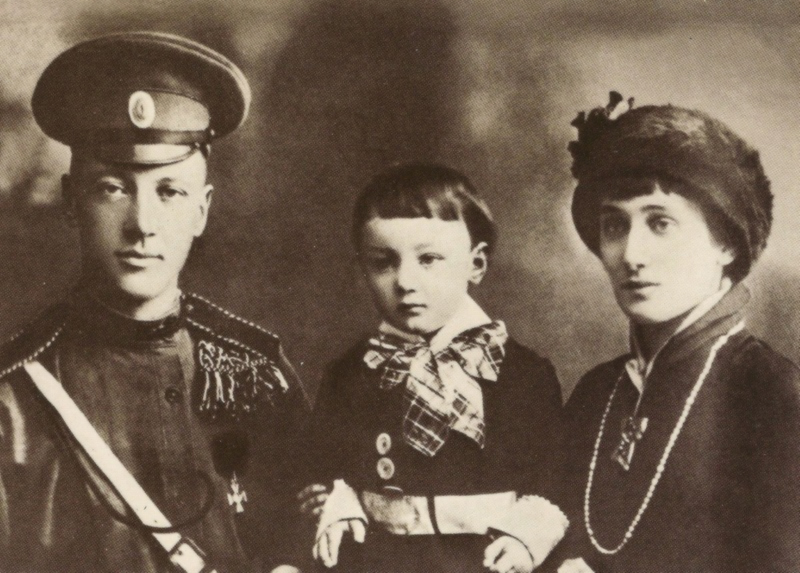
نیکولای گوکیلیف،
آنا آخماتووا و پسرشان لف گومیلیف در سال ۱۹۱۳

 - شاعر روسی عصر نقره ، خالق مکتب آکمیسم ، نثرنویس ، نمایشنامه نویس ، مترجم و منتقد ادبی , جهانگرد , آفریقایی . شوهر اول شاعره آنا آخماتووا ، پدر مورخ لو گومیلیوف . او دو سفر به شرق و شمال شرق آفریقا در سال های 1909 و 1913 انجام داد. او در 26 اوت 1921 به اتهام شرکت در توطئه ضد شوروی " سازمان رزمی پتروگراد تاگانتسف " اعدام شد. با این حال، مشارکت فعال در توطئه تأیید نشد.
```